# Acantharia echinata
Acantharia echinata är en svampart som först beskrevs av Ellis & Everh., och fick sitt nu gällande namn av Theiss. & Syd. 1918. Acantharia echinata ingår i släktet Acantharia och familjen Venturiaceae.   Inga underarter finns listade i Catalogue of Life.